# Украинский центр изучения истории Холокоста
Украинский центр изучения истории Холокоста — украинская общественная организация. Расположена в Киеве. (Материнская компания: Институт политических и этнонациональных исследований им. И. Ф. Кураса НАН Украины).
Центр основан в марте 2002 года.

## Состав организации

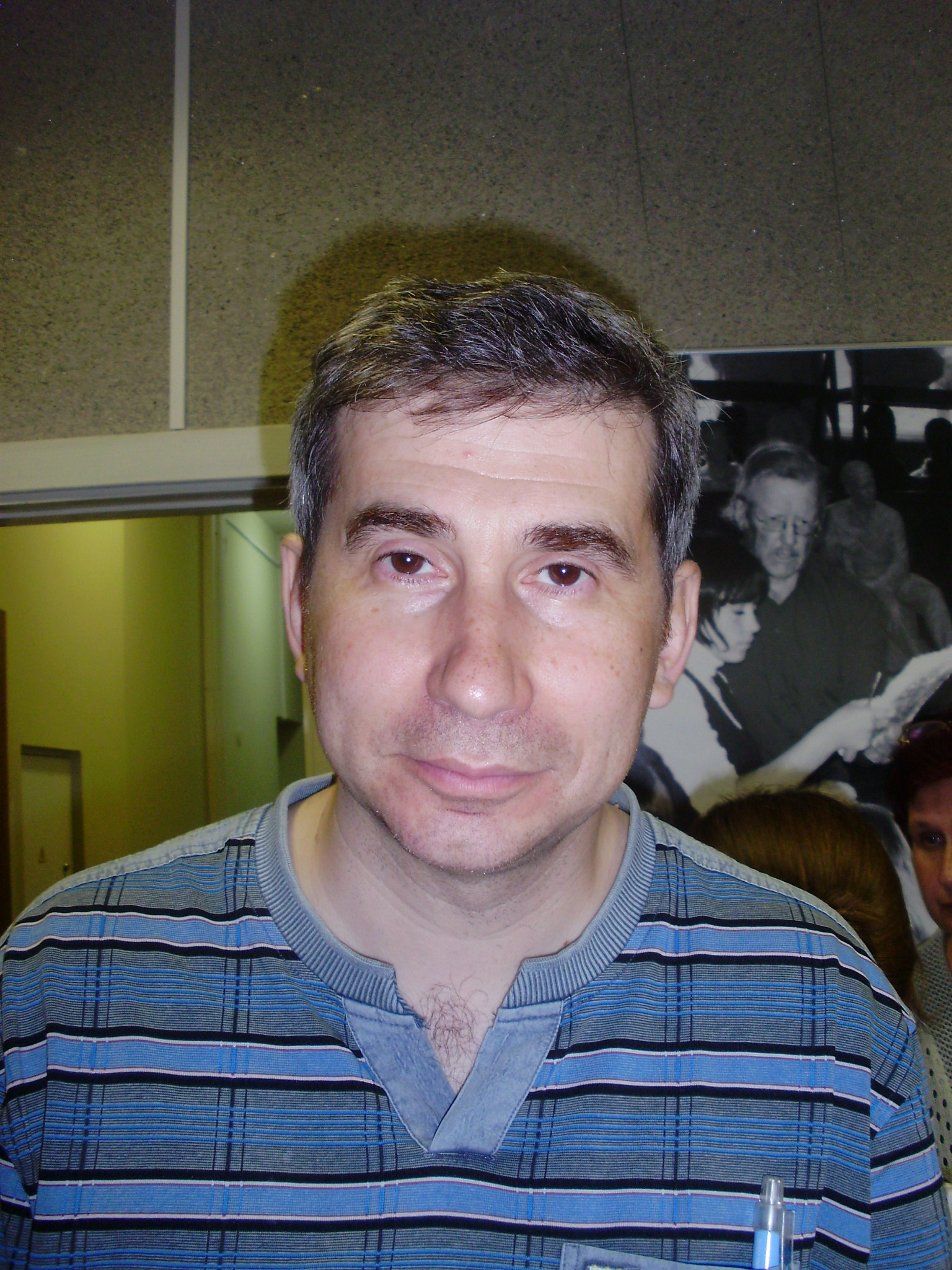
Анатолий Подольский.

- Директор — кандидат исторических наук Анатолий Подольский[2].
- Научный сотрудник, ответственный редактор журнала «Холокост и современность» — Михаил Тяглый.
- Научный сотрудник, координатор образовательных проектов — Виталий Бобров.

## Деятельность
Основными темами научных исследований являются региональные особенности Холокоста на территории Украины, отражение Холокоста в СМИ во время нацистской оккупации Украины, нацистская идеология и механизмы её реализации, проблемы антисемитизма и отрицание Холокоста, компаративные исследования Холокоста и других геноцидов. Центр проводит конференции и семинары по данной проблематике.
В рамках педагогической деятельности Центр консультирует преподавателей истории Холокоста в средних и высших учебных заведениях Украины, способствует созданию и распространению образовательных программ и учебников по данному предмету для украинских школ, проводит конкурсы ученических и студенческих работ. Наряду с основными направлениями работы Центр проводит издательскую деятельность, имеет периодические издания: научный журнал «Холокост и современность. Студии на Украине и мире» и информационно-педагогический бюллетень «Уроки Холокоста». Центр сотрудничает с научными и просветительскими учреждениями из других стран мира.
Прошло одиннадцать конкурсов работ «История и уроки Холокоста».
Центр проводит регулярные научно-методический семинары по тематике Холокоста для педагогов Украины. Первый семинар прошёл с 7 по 9 июня 2002 года в Виннице на базе Винницкого педагогического университета. Всего на конец 2011 года прошло более десятка таких семинаров в разных городах Украины.

### Избранные публикации центра
С 2004 года Центр издаёт ежеквартальный «Информационно-педагогический бюллетень». По состоянию на конец 2011 года вышло 28 номеров.

#### Книги
- Дослідження та викладання історії Голокосту. Україна, Нідерланди, Бельгія. Збірник матеріалів міжнародного проекту «Історія Голокосту в Україні та Нижніх Землях» / Під ред. М. Оттена та Юлії Смілянської. — Київ-Арнхем: Дух і Літера, 2010. — 396 с.
- Хрустальная ночь: Урок истории: Методическое пособие / Сост. Л. М. Пятецкий; под ред. И. Альтмана. — М.: Центр и Фонд «Холокост»: МИК, 2008. — 112 с.

ISBN 978-5-87902-184-4